# IC 4638
IC 4638 ist eine elliptische Galaxie vom Hubble-Typ E0 im Sternbild Herkules am Nordsternhimmel. Sie ist schätzungsweise 58 Millionen Lichtjahre von der Milchstraße entfernt und hat einen Durchmesser von etwa 120.000 Lichtjahren.
Das Objekt wurde am 15. April 1899 von Sherburne Wesley Burnham entdeckt.